# Terra de Ninguém
Terra de Ninguém (deutsch: Niemandsland) ist ein Dokumentarfilm der portugiesischen Regisseurin Salomé Lamas aus dem Jahr 2012. Er wurde am 24. Oktober 2012 im Rahmen des Filmfestivals Doclisboa im Culturgest in Lissabon uraufgeführt.

## Handlung
In dem Film erzählt der 66-jährige Paulo de Figueiredo von seiner Transformation von einem Soldaten im Krieg in Angola zu einem Söldner. Der streng formal aufgebaute Film mit durchnummerierten Szenen gibt die fünf Interviews wieder, die die Regisseurin zwischen Herbst 2011 und Frühjahr 2012 mit ihm führte.
Am ersten Tag spricht Paulo über seine Zeit als Soldat der portugiesischen Armee in Angola, die 1974 mit der Nelkenrevolution und dem Abzug portugiesischer Truppen aus dem Land endete. Im postrevolutionären Portugal arbeitete er als Leibwächter, unter anderem für Ministerpräsident Francisco Sá Carneiro. Das Interview des zweiten Tages kreist um seine Zeit als Söldner in Rhodesien und El Salvador. Am dritten Tag schildert er seine Mordaufträge als Mitglied der antibaskischen Untergrundorganisation GAL, seine Verhaftung in Spanien und seine Verurteilung. Im Interview des vierten Tages nähert sich die Regisseurin Paulos Kindheit, die er hauptsächlich in Angola verbrachte. Als er auf seine Familie zu sprechen kommt, verlässt Paulo seinen Stuhl, um im Garten eine Zigarette zu rauchen.
Für das fünfte Interview besucht die Regisseurin Paulo unter einer Brücke, wo er in einem Zelt lebt. Fragen nach seiner Identität werfen sich auf, da sich in offiziellen Dokumenten sein Name nicht nachweisen lässt. In einem späteren Telefonat verspricht Paulo, die Dokumente beizubringen. Dann bricht der Kontakt zu ihm ab.

## Rezeption
Der Film gewann 2012 den nationalen Wettbewerb des Filmfestivals Doclisboa.